# Camden Town Group
El Camden Town Group fue un colectivo de artistas ingleses posimpresionistas activo entre 1911 y 1913. El grupo se reunía frecuentemente en el estudio del pintor Walter Sickert en la zona de Camden Town de Londres.

## Historia

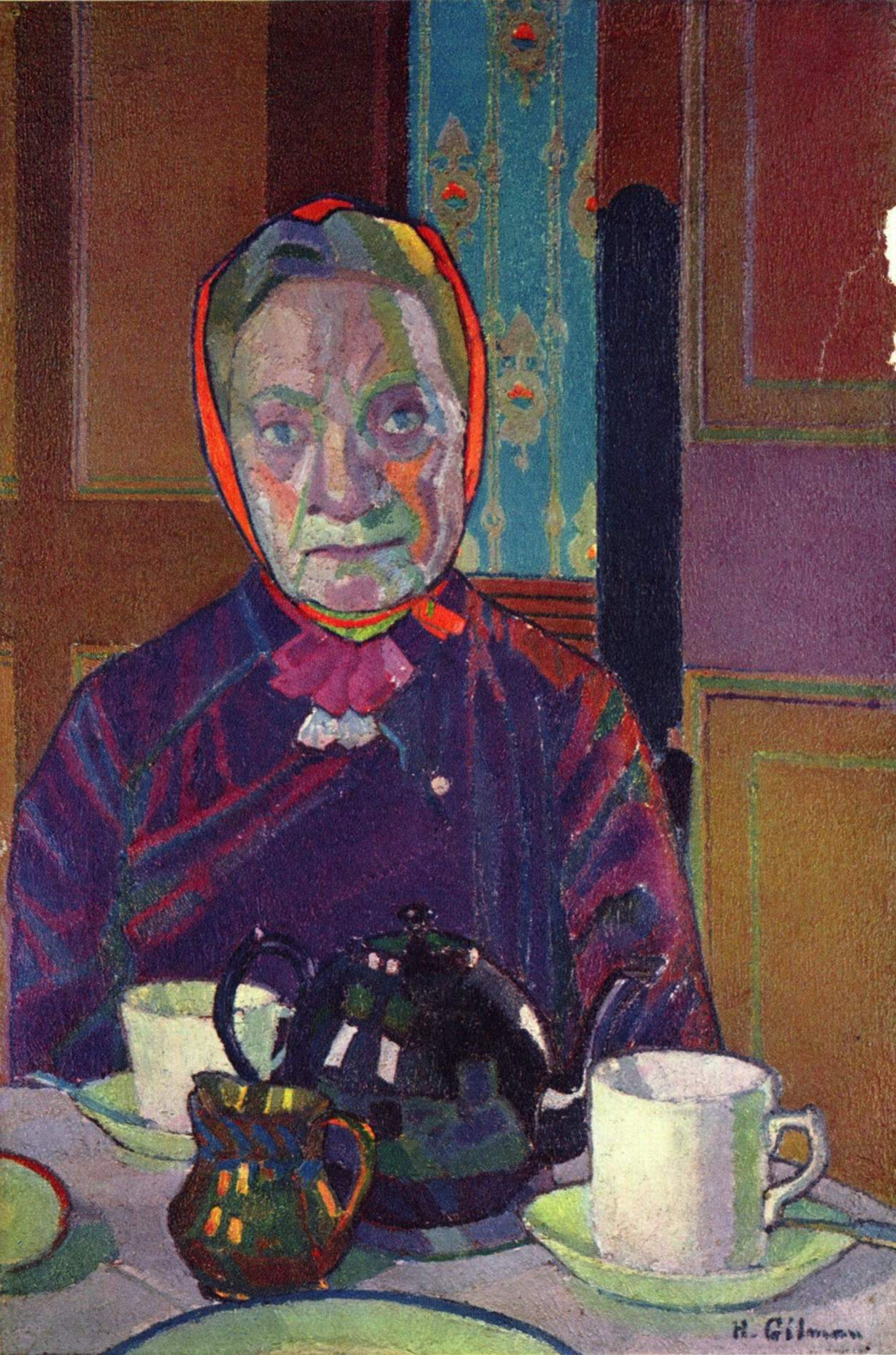
Mrs Mounter at the Breakfast Table, de Harold Gilman (1917).

En 1908 el crítico Frank Rutter creó la Allied Artists Association (AAA), un grupo separado de las sociedades artísticas de la Royal Academy y que seguía el patrón del Salón de los Independientes francés. Muchos de los artistas que formarían el Camden Town Group expusieron con la AAA.
Algunos de los miembros del Camden Town Group fueron Walter Sickert, Harold Gilman, Spencer Frederick Gore, Lucien Pissarro, Wyndham Lewis, Walter Bayes, J.B. Manson, Robert Bevan, Augustus John, Henry Lamb y Charles Ginner.
Sus influencias incluyen a artistas como Vincent van Gogh o Paul Gauguin, cuyo trabajo puede ser rastreado con claridad en la obra del grupo. El grupo organizó exposiciones de pintura posimpresionista y cubista. Su retrato de gran parte del Londres anterior y contemporáneo a la Primera Guerra Mundial posee un gran interés histórico e importancia artística. 
Una importante retrospectiva de la obra del grupo tuvo lugar en la Tate Britain de Londres en 2008. 

## Miembros
El grupo decidió que habría un límite de dieciséis miembros, todos varones. Maxwell Gordon Lightfoot murió antes de la primera exposición y Duncan Grant fue elegido para ocupar su lugar.

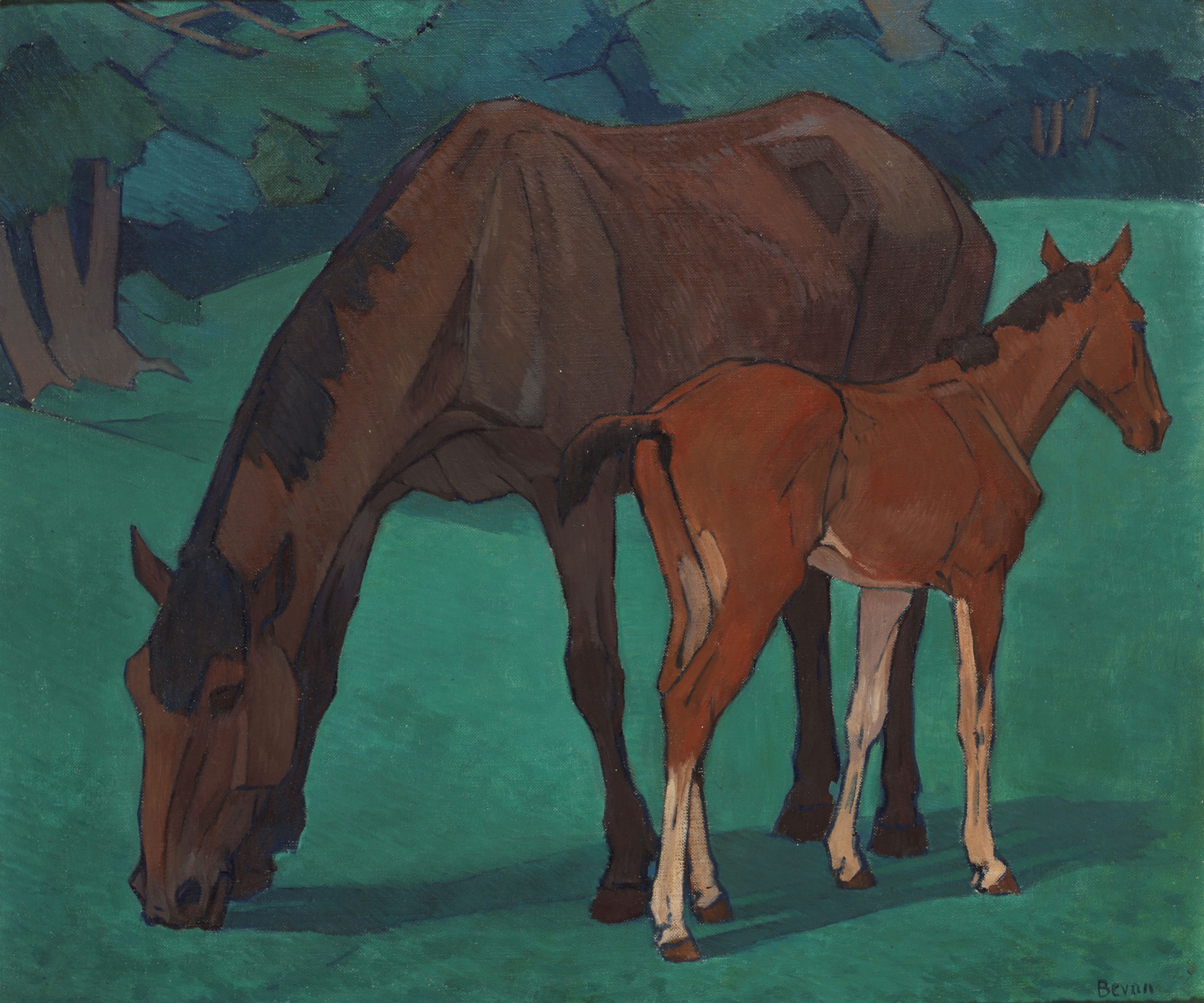
Mare and Foal, de Robert Bevan (1917).

- Walter Bayes
- Robert Bevan
- Malcolm Drummond
- Harold Gilman
- Charles Ginner
- Spencer Frederick Gore
- Duncan Grant

- James Dickson Innes
- Augustus John
- Henry Lamb
- Wyndham Lewis
- Maxwell Gordon Lightfoot
- J.B. Manson
- Lucien Pissarro
- William Ratcliffe
- Walter Sickert
- John Doman Turner